# Días del Patrimonio Cultural de Chile
Los Días del Patrimonio Cultural de Chile, denominado también como Día de los Patrimonios desde 2022, es una actividad coordinada por el Consejo de Monumentos Nacionales de Chile (CMN), cuya finalidad es permitir a la ciudadanía en general conocer y disfrutar del patrimonio cultural, histórico y arquitectónico nacional.
Fue instaurada en 1999 y se observaba originalmente el 17 de abril, aunque fue trasladado al último domingo de mayo a partir de 2001, y desde 2018 se celebra el último sábado y domingo de mayo.

## Descripción

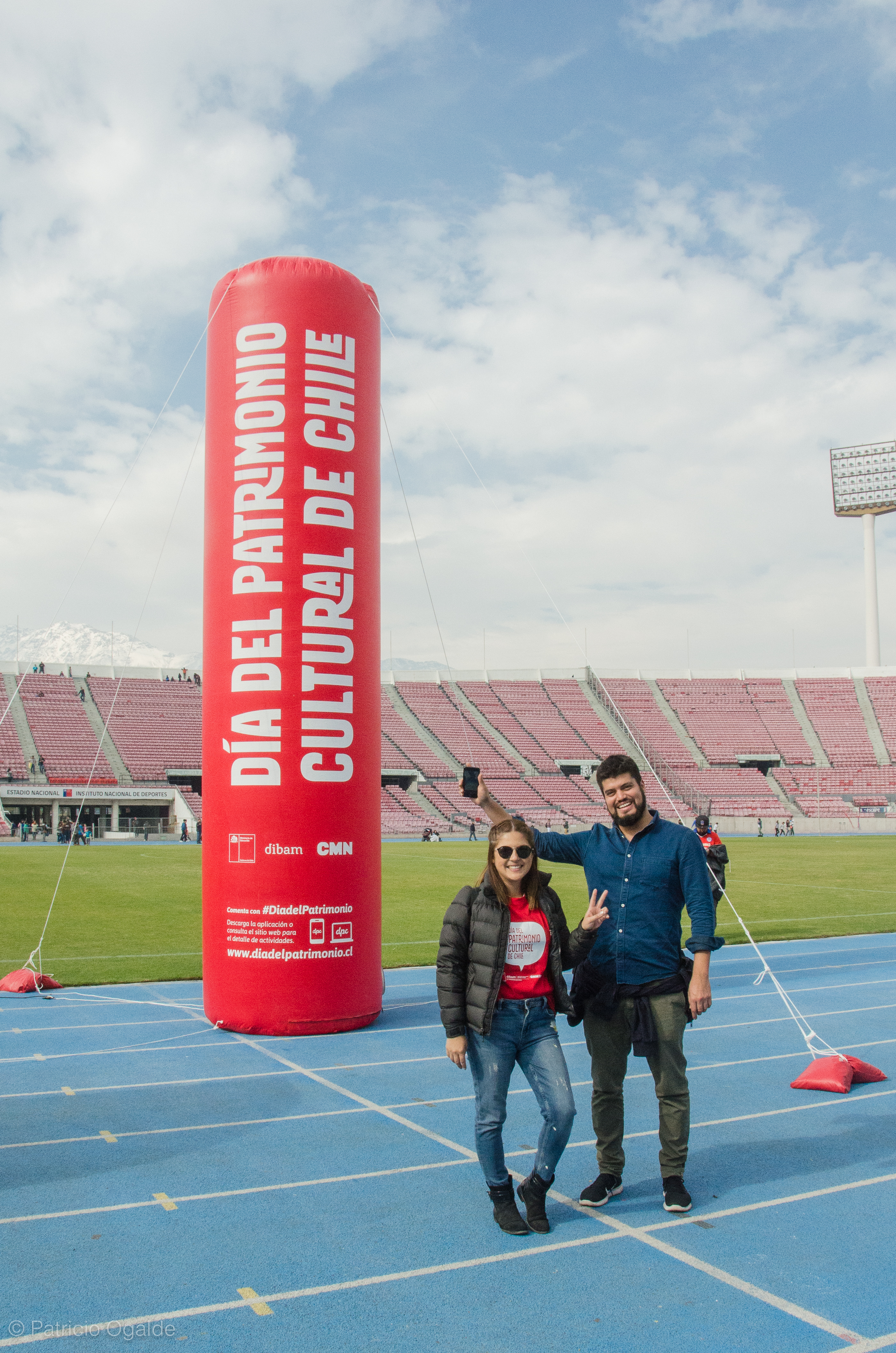
Funcionarios del Consejo de Monumentos Nacionales trabajando en el Día del Patrimonio Cultural de Chile 2017

Durante este día, sitios y edificios estatales (como museos, bibliotecas y otras dependencias), y entidades privadas que se adhieren voluntariamente, abren sus puertas en forma gratuita para permitir su visita y recorrido a lo largo del país; otras organizaciones realizan actividades patrimoniales de distinta índole como seminarios, juegos, entre otras. Además, en algunas instituciones públicas de Santiago, estudiantes de la Facultad de Arquitectura y Urbanismo de la Universidad de Chile y ciudadanos particulares apoyan ese día como guías, orientando e informando a los visitantes de los diversos edificios sobre sus riquezas patrimoniales.

## Historia

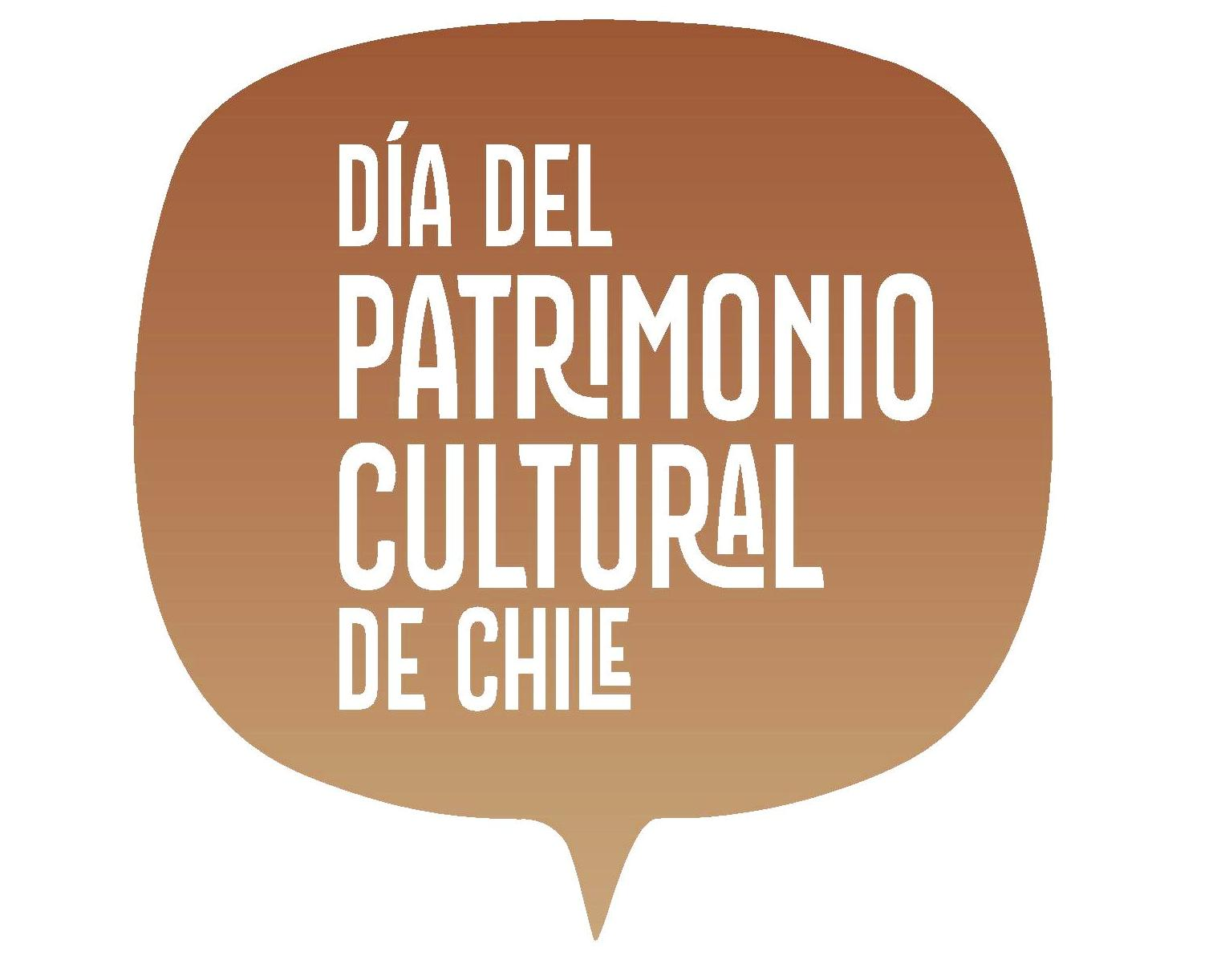
Logotipo de la actividad entre 2012 y 2018.

La primera versión tuvo lugar en 1999 la cual tuvo un par de apertura de edificios emblemáticos, para 2000 abrieron 17 lugares, en 2001 fueron 30; en 2002 y 2003 fueron 36; y en 2004 fueron 46.
En la edición del 29 de mayo de 2005, 48 edificios patrimoniales abrieron sus puertas, entre los que destacaron el Palacio de La Moneda, la Bolsa de Comercio de Santiago, la Casa Central de la Universidad de Chile y la Biblioteca Nacional.[cita requerida]
Para 2010, con motivo de las celebraciones por el Bicentenario de Chile, la edición del Día del Patrimonio Cultural contó con una segunda jornada el 5 de septiembre, en que abrieron sus puertas 145 edificios patrimoniales: 80 en la Región Metropolitana y 65 en el resto del país. Asimismo, como cada año esta festividad cuenta con un título que encapsula el objetivo de la muestra anual, el Consejo de Monumentos Nacionales puso énfasis en el carácter simbólico de la celebración por el Bicentenario:

Esta convocatoria tiene un especial simbolismo, ya que, cuando el país entra en su tercer siglo de vida republicana, tenemos un  día especial del patrimonio que pone el énfasis en el "nosotros", o sea, en todos los chilenos.
Óscar Acuña, Secretario del Consejo de Monumentos Nacionales.

En la edición del 27 de mayo de 2012, titulada Patrimonio y Desarrollo: Un desafío permanente se realizaron actividades culturales, seminarios y abrieron sus puertas 200 edificios patrimoniales públicos y privados en todas las regiones del país, entre los que destacaron el Palacio de La Moneda, la Bolsa de Comercio de Santiago, la Casa Central de la Universidad de Chile, la Biblioteca Nacional en Santiago; las Oficinas salitreras de Humberstone y Santa Laura en Iquique y el Paseo Yugoslavo en Valparaíso.

Las lluvias que marcaron la jornada de la edición de 2012 mermaron la afluencia de público, así que el CMN realizó una segunda jornada ese mismo año, el domingo 2 de septiembre. En esta ocasión, abrió por primera vez sus puertas al público la Casa Matriz del Banco Central que contiene en su interior también el Museo del Ahorro, donde se conservan las primeras monedas acuñadas por la Casa de Moneda en la Independencia de Chile.

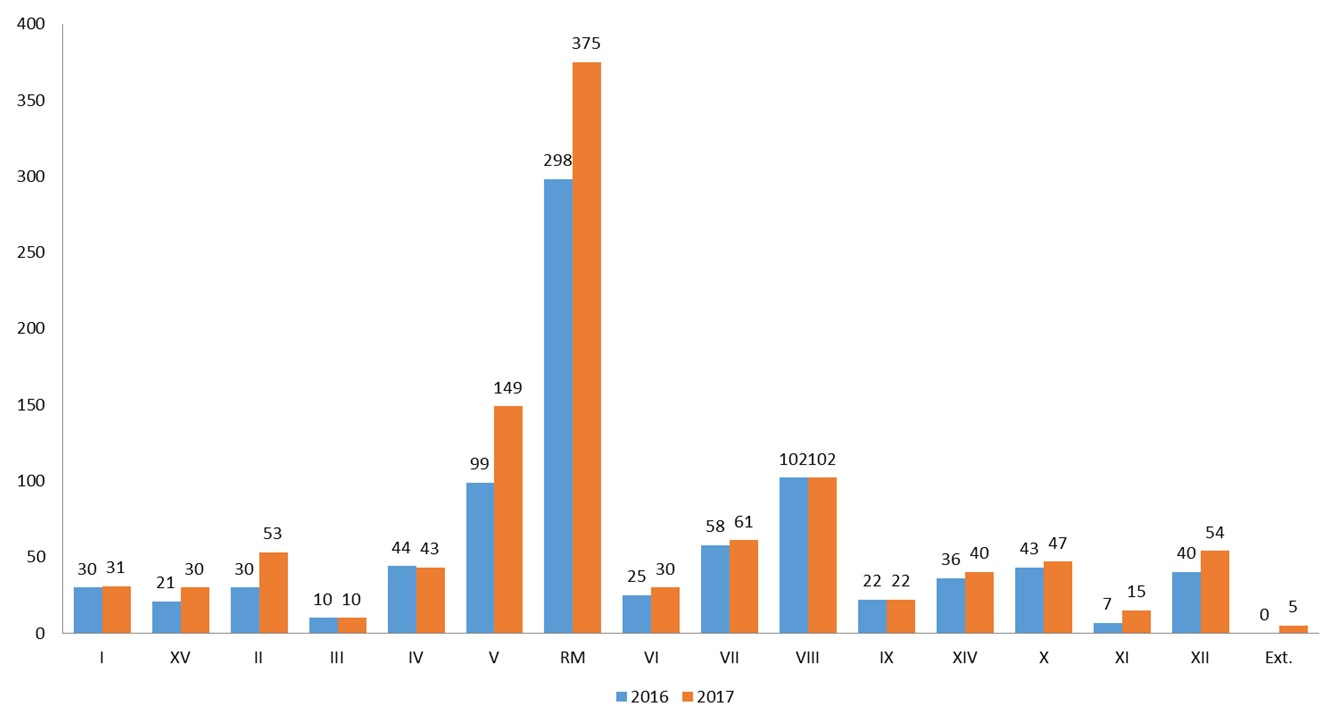
Actividades realizadas en 2016 y 2017 por región

Además, se realizó en conjunto con el Consejo de Monumentos Nacionales, el Concurso fotográfico internacional Wiki Loves Monuments, organizado por Wikimedia Chile, donde se premiaron las mejores fotografías de monumentos locales. Ese mismo año, más de 25 países de todo el mundo realizaron simultáneamente versiones locales del concurso. También se realizó la primera Ruta de los Monumentos, competencia inédita que organizó el CMN, en que más de 70 grupos de personas, con cámara en mano, realizaron un recorrido predefinido por distintos puntos de Santiago, superando pruebas y desafíos fotográficos. El premio para los dos ganadores (en modalidad "a pie" y "en bicicleta") fue una visita al Sitio del Patrimonio Mundial Campamento Sewell, ubicado en la Región de O'Higgins.

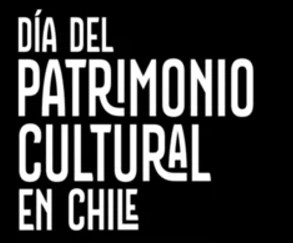
Logotipo de la actividad entre 2019 y 2021.

La edición de 2013 se realizó el domingo 26 de mayo, y la temática fue Patrimonio y Territorio, mientras que la del 2014 fue Patrimonio y Comunidad. Para 2015, se realizó de la apertura de edificios y sitios patrimoniales, se amplió la convocatoria a otras categorías y actividades patrimoniales: Recorridos por barrios y zonas típicas, Artesanos y oficios tradicionales, Patrimonio Cultural Indígena). De esta forma se amplió la oferta a más de 550 visitas y recorridos en todo el territorio nacional.

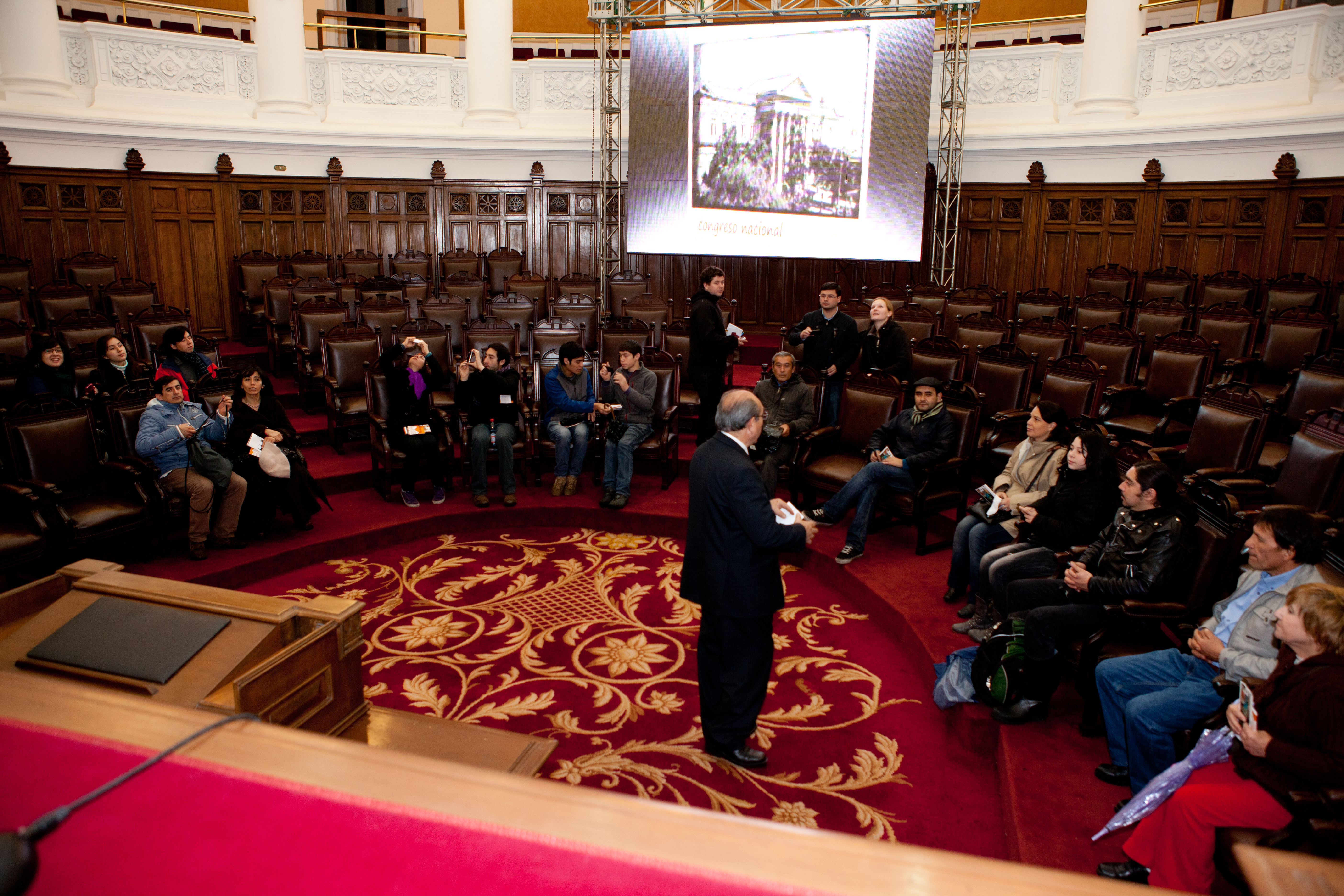
Día del Patrimonio Cultural en el ex Congreso Nacional.

En 2017 el Día del Patrimonio Cultural tuvo un alto impacto en la ciudadanía, la sumatoria a lo largo y ancho del país incluyendo la apertura de Embajadas de Chile en el extranjero, alcanzó la suma de 1040 actividades; además las proyecciones mostraron un importante incremento en el número de participantes, aumentando en más del doble de 2016, 1 800 000 participantes; cifra que fue destacada por la presidenta de la República Michelle Bachelet en el discurso de cuenta pública de 2017. La temática de este año fue Juegos y Deportes, ante lo cual la actividad central tuvo más de 12 000 asistentes en el Estadio Nacional de Chile.
En 2018 el lema oficial fue «Haciendo Historia» y la fecha exacta de la jornada por primera vez fueron 2 días, el 26 y 27 de mayo.
En 2019 el lema oficial fue «Juntos Hacemos Patrimonio» y la fecha del evento fue el 25 y 26 de mayo. El lanzamiento oficial fue en la comuna de San Miguel, en el Museo a Cielo Abierto inaugurando un nuevo mural en un muro ciego de sus icónicos edificios.

"... esta gran fiesta ciudadana (...) tendrá dos días dedicados para conocer, visitar y recorrer nuestro patrimonio en sus más diversas manifestaciones, no solo monumentos, museos y galerías, sino también nuestro patrimonio inmaterial a través del contacto con nuestros cultores."
Consuelo Valdés Chadwick, ministra de las Culturas, las Artes y el Patrimonio.

La versión de 2020 se realizó los días 29, 30 y 31 de mayo de manera virtual debido a la pandemia de COVID-19. Asimismo, la versión de 2021 se realizó los días 28, 29 y 30 de mayo, también de manera virtual debido a la pandemia de COVID-19.
La versión de 2022 celebró 23 años de historia y retornó a su formato presencial, con medidas sanitarias adoptadas producto de la pandemia de COVID-19. La administración promocionó el evento con el nombre «Día de los Patrimonios».
Mediante el decreto 21, publicado el 19 de junio de 2023, el Ministerio de las Culturas, las Artes y el Patrimonio estableció el «Día de los Patrimonios Culturales para Niñas, Niños y Adolescentes», que se realizará de forma anual el tercer domingo de noviembre.
La edición de 2025 congregó 2.177.471 visitas presenciales y 1.400.474 virtuales, totalizando 3.557.945 visitas.

## Fechas de celebración
| Año  | Día de celebración                      |
| ---- | --------------------------------------- |
| 1999 | 17 de abril                             |
| 2000 | 28 de mayo                              |
| 2001 | 27 de mayo                              |
| 2002 | 26 de mayo                              |
| 2003 | 25 de mayo                              |
| 2004 | 30 de mayo                              |
| 2005 | 29 de mayo                              |
| 2006 | 28 de mayo                              |
| 2007 | 27 de abril                             |
| 2008 | 25 de abril                             |
| 2009 | 31 de mayo                              |
| 2010 | 30 de mayo y 5 de septiembre            |
| 2011 | 29 de mayo                              |
| 2012 | 27 de mayo y 2 de septiembre            |
| 2013 | 26 de mayo                              |
| 2014 | 25 de mayo                              |
| 2015 | 31 de mayo                              |
| 2016 | 29 de mayo                              |
| 2017 | 28 de mayo                              |
| 2018 | 26 y 27 de mayo                         |
| 2019 | 25 y 26 de mayo                         |
| 2020 | 29, 30 y 31 de mayo (de manera virtual) |
| 2021 | 28, 29 y 30 de mayo (de manera virtual) |
| 2022 | 28 y 29 de mayo                         |
| 2023 | 27 y 28 de mayo                         |
| 2024 | 25 y 26 de mayo                         |
| 2025 | 24 y 25 de mayo                         |